# Campiglia Cervo
Campiglia Cervo is een gemeente in de Italiaanse provincie Biella (regio Piëmont) en telt 509 inwoners (31-12-2016). De oppervlakte bedraagt 28,21 km², de bevolkingsdichtheid 18 inwoners per km².
Per 1 januari 2016 zijn Quittengo en de buurgemeente opgegaan in deze gemeente.

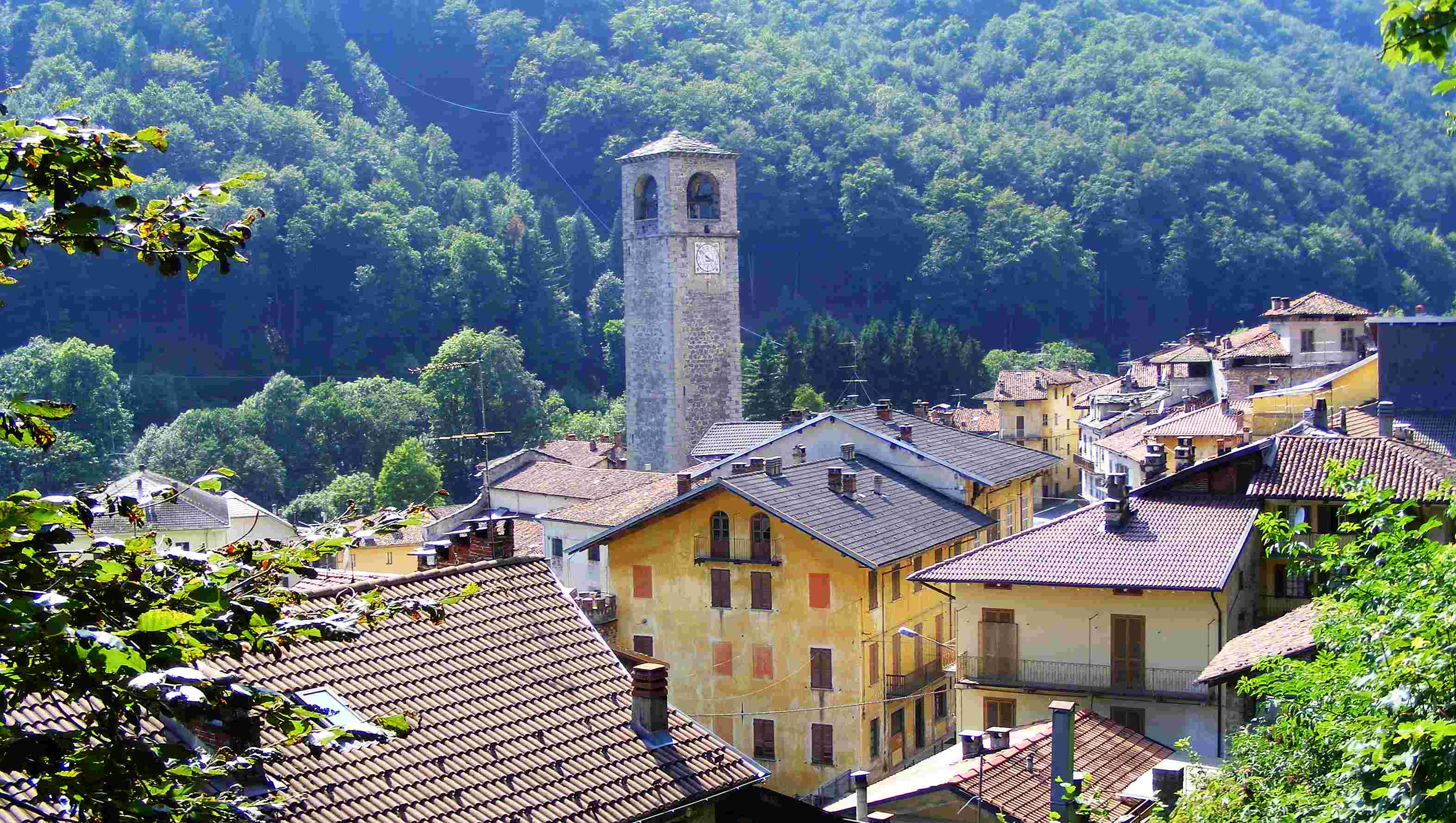
Campiglia Cervo
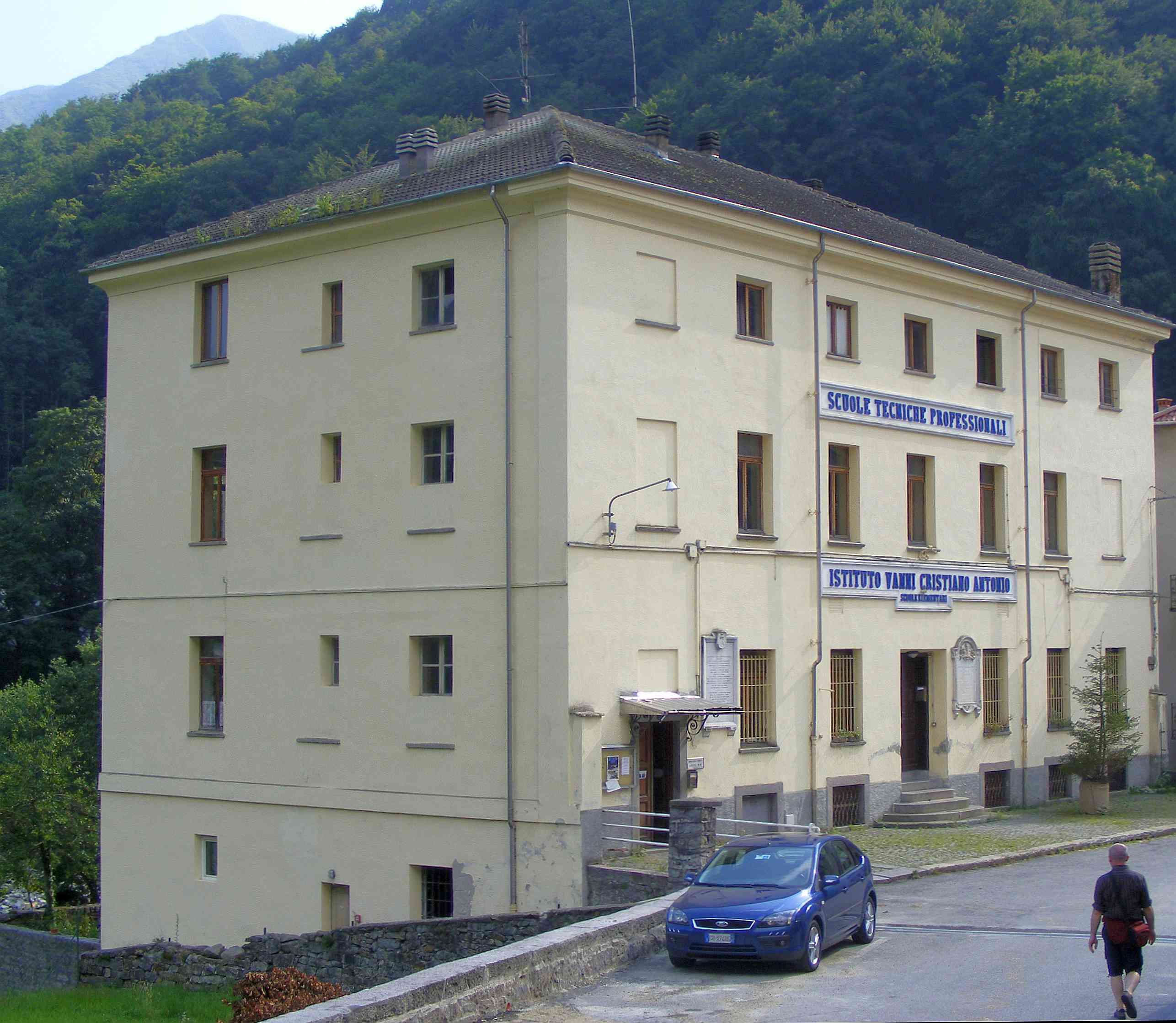
Technische school
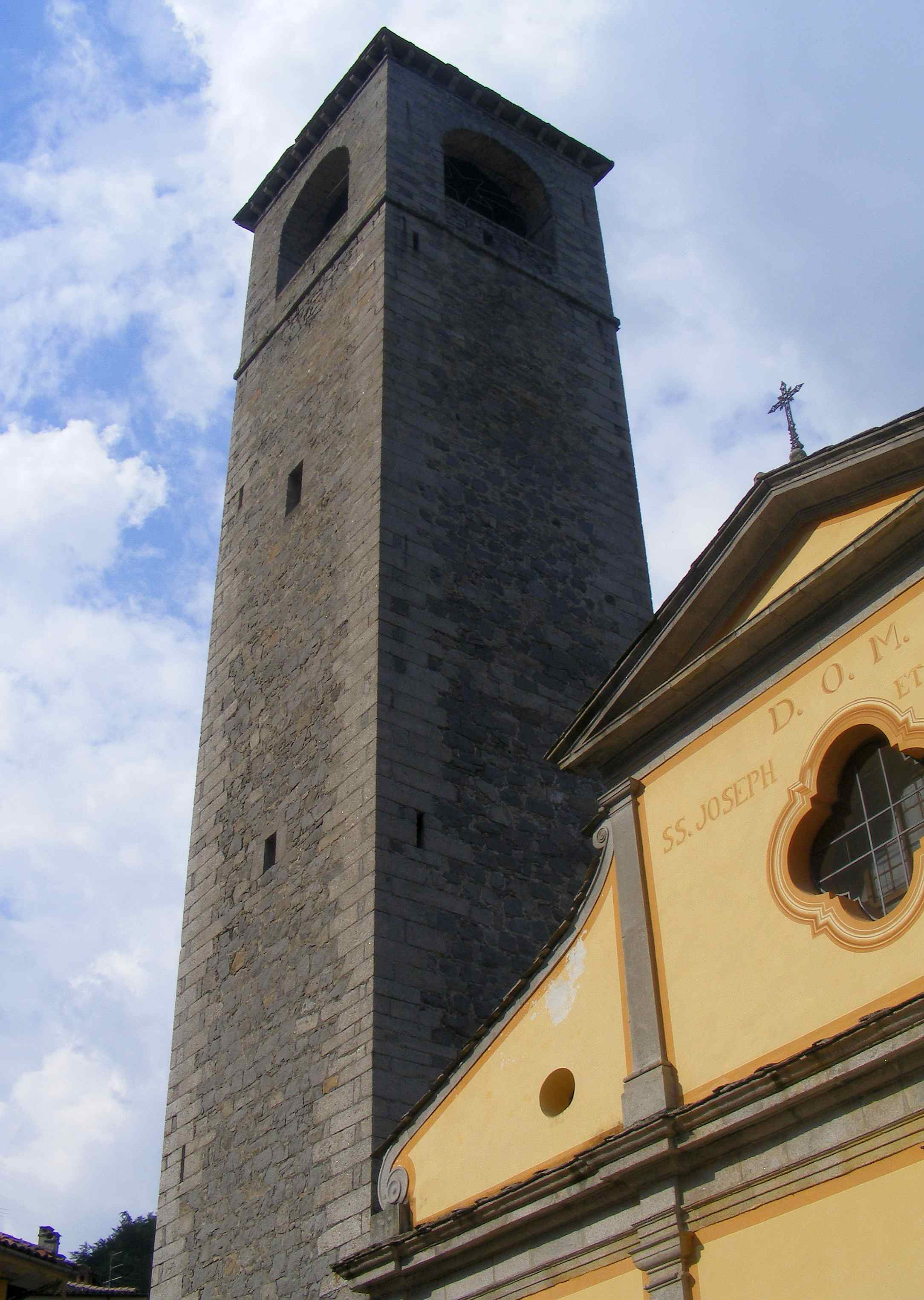
Kerktoren van Campiglia Cervo
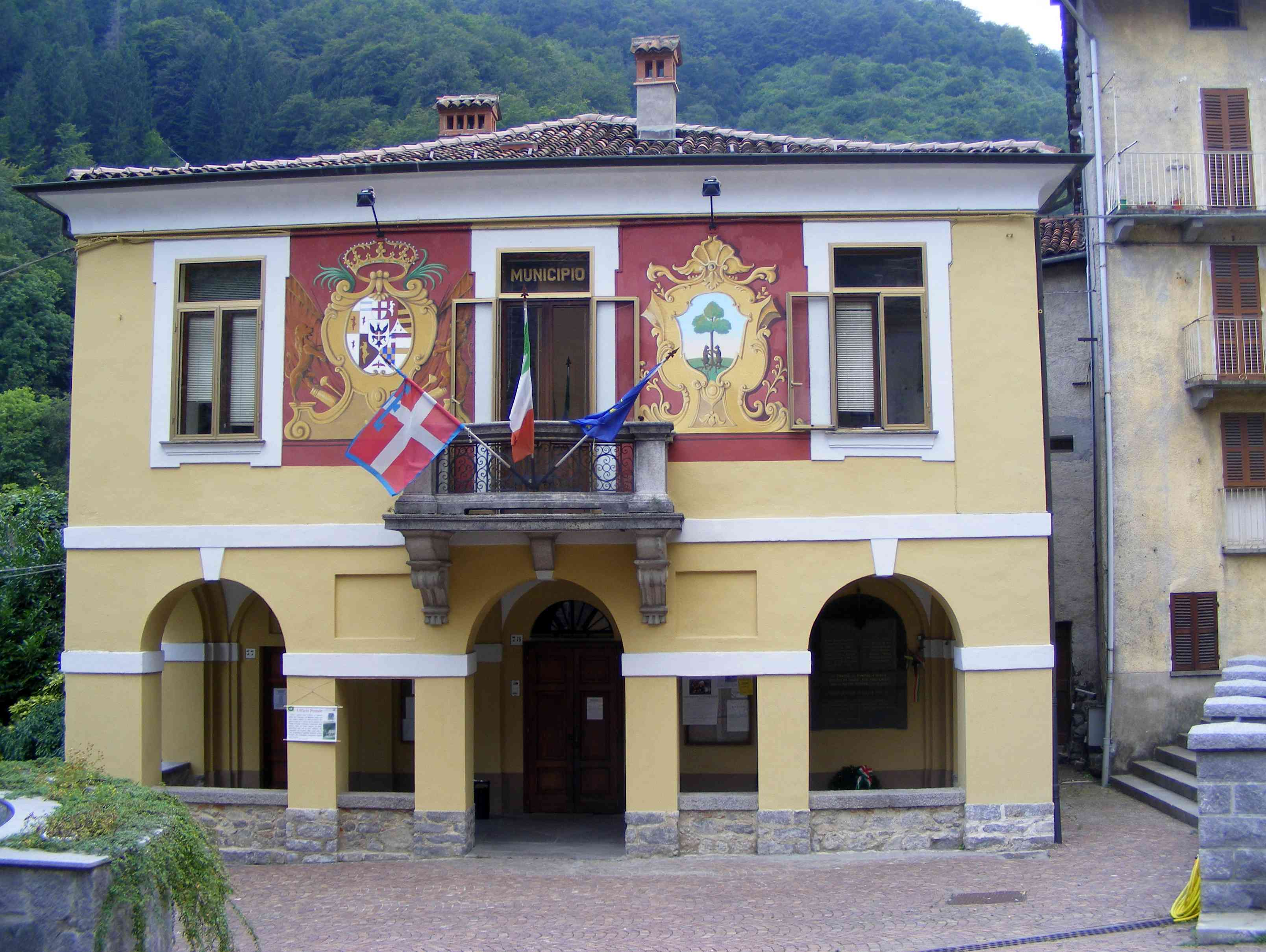
Gemeentehuis

## Demografie
Campiglia Cervo telt ongeveer 100 huishoudens. Het aantal inwoners daalde in de periode 1991-2001 met 11,0% volgens cijfers uit de tienjaarlijkse volkstellingen van ISTAT.
| Jaar | Inwoneraantal | Oppervlakte |
| ---- | ------------- | ----------- |
| 1991 | 200           | 11,7 km²    |
| 2001 | 178           | 11,7 km²    |
| 2015 | 161           | 11,7 km²    |
| 2016 | 509           | 28,21 km²   |

## Geografie
Campiglia Cervo grenst aan de volgende gemeenten: Andorno Micca, Mosso, Piedicavallo, Rosazza en Valle Mosso.
Ailoche · Andorno Micca · Benna · Biella · Bioglio · Borriana · Brusnengo · Callabiana · Camandona · Camburzano · Campiglia Cervo · Candelo · Caprile · Casapinta · Castelletto Cervo · Cavaglià · Cerreto Castello · Cerrione · Coggiola · Cossato · Crevacuore · Crosa · Curino · Donato · Dorzano · Gaglianico · Gifflenga · Graglia · Lessona · Magnano · Massazza · Masserano · Mezzana Mortigliengo · Miagliano · Mongrando · Mosso · Mottalciata · Muzzano · Netro · Occhieppo Inferiore · Occhieppo Superiore · Pettinengo · Piatto · Piedicavallo · Pollone · Ponderano · Portula · Pralungo · Pray · Quaregna · Ronco Biellese · Roppolo · Rosazza · Sagliano Micca · Sala Biellese · Salussola · Sandigliano · Selve Marcone · Soprana · Sordevolo · Sostegno · Strona · Tavigliano · Ternengo · Tollegno · Torrazzo · Trivero · Valdengo · Vallanzengo · Valle Mosso · Valle San Nicolao · Veglio · Verrone · Vigliano Biellese · Villa del Bosco · Villanova Biellese · Viverone · Zimone · Zubiena · Zumaglia